# 질간씨
질간씨(중국어 정체자: 叱干氏, 병음: Chìgàn)는 중국의 성씨로서, 산시성(陝西省) 북부 지방에서 사용되는 성씨이다. 기원에 대해서는 선비족의 성씨라는 설과 창족(羌族)의 성씨라는 설이 있으며, 감씨(甘氏)에서 유래했다는 설도 있다. 북위(北魏)의 효문제(孝文帝) 시절 한화 정책을 시행했음에도 불구하고 바꾸지 않고 현대에도 존재하는 성씨이며, 중국 대륙에 소수의 자손들이 남아있다.